# Smidswater 26
Het woonhuis aan het Smidswater 26 is een rijksmonument in art-nouveaustijl. Het woonhuis staat ook bekend als het Lorriehuis, naar de architect en eerste bewoner Petrus Lorrie. Het huis is in 1967 aangewezen als rijksmonument.
In 1896 werden twee panden ingrijpend verbouwd door Johannes Petrus Josephus Lorrie, waarna een woonhuis overbleef. Het linkerdeel is in meer traditionele neogotische stijl, het rechterdeel in art-nouveaustijl. Dit woonhuis werd door Lorrie zelf bewoond, de begane grond gebruikte hij als kantoorruimte. Hij deelde de woning op in stijlen, om zijn klanten te laten zien dat hij beide stijlen beheerste. Kenmerkend zijn voornamelijk de art-nouveau-interieurelementen uit de 19e eeuw, die nog steeds behouden zijn. Ook het archief van de familie is goed bewaard gebleven. De familie bleef in het huis wonen en het pand is gerestaureerd in 2010-2012.
De glas-in-loodramen zijn gemaakt door E.W.F. Kerling.